# 7287 Yokokurayama
7287 Yokokurayama eller 1990 VN2 är en asteroid i huvudbältet som upptäcktes den 10 november 1990 av den japanska astronomen Tsutomu Seki vid Geisei-observatoriet. Den är uppkallad efter berget Yokokurayama.
Asteroiden har en diameter på ungefär 14 kilometer.